# Беба Бриџет Џоунс
Беба Бриџет Џоунс (енгл. Bridget Jones's Baby) британска је романтична комедија из 2016. у режији Шерон Магвајер. Темељи се на истоименом роману ауторке Хелен Филдинг из 2016. Наставак је филма Бриџет Џоунс: На ивици разума (2004). Главне улоге тумаче Рене Зелвегер, Колин Ферт и Патрик Демпси.
Премијера је приказана 5. септембра 2016. у Лондону. Добио је углавном позитивне рецензије критичара и зарадио преко 212 милиона долара широм света, у односу на буџет од 35 милиона долара.
Наставак, Бриџет Џоунс: Луда за њим, приказан је 2025.

## Радња
После раскида с Марком Дарсијем, Бриџетин план „срећни до краја живота” није кренуо како треба. Поново сама у четрдесетима, она одлучује да се фокусира на свој посао продуцента вести и да се окружи старим и новим пријатељима. Коначно, Бриџет држи све под контролом. Онда ће се њен љубавни живот преокренути и упознаће маркантног Американца по имену Џек, удварача који је потпуно другачији од Марка Дарсија. У неочекиваном преокрету, она ће остати трудна, али постоји зачкољица — може само 50 посто да буде сигурна ко је бебин отац.

## Улоге
| Глумац        | Улога        |
| ------------- | ------------ |
| Рене Зелвегер | Бриџет Џоунс |
| Колин Ферт    | Марк Дарси   |
| Патрик Демпси | Џек Квант    |
| Џим Бродбент  | Колин Џоунс  |
| Џема Џоунс    | Памела Џоунс |
| Сара Солемани | Миранда      |